# 위천정
위천정(渭川亭)은 대한민국 경상북도 의성군 안계면 위양리 105-2에 있다. 2015년 6월 19일 의성군의 문화유산 제32호로 지정되었다.

## 개요
위천정은 위천변의 절승지 층암절벽 위에 초계인(草溪人) 변영(卞瑩)이 거닐던 유적지를 기념하여 후손들이 1930년 4월에 지은 정자이다.